# Pandanus multispicatus
Espèce
Pandanus multispicatus est une espèce de plantes à fleurs de la famille des Pandanaceae et originaire . C'est un arbuste qui pousse principalement dans le biome tropical humide des Seychelles où c'est l'une des quatre espèces de la famille qui y sont endémiques.

## Description
Pandanus multispicatus est le seul Pandanus des Seychelles qui ne se transforme pas en arbre, mais pousse plutôt comme un arbuste bas et étalé pouvant atteindre 4 m de haut, ses tiges fines étant souvent couchées au sol.
Les fructifications ressemblent à des épis de maïs. Chacune contient 200 à 400 segments de fruits individuels, et plusieurs fructifications naissent ensemble sur une tige.

## Répartition et habitat
Cet arbuste pousse principalement dans les zones rocheuses et était autrefois très commun dans les hautes montagnes des Seychelles (d'où son nom local, « Vakwa de Montanny »). Autrefois répandu, il est aujourd'hui présent que dans huit petites populations isolées.
Parmi les autres Pandanacées indigènes des Seychelles, on trouve Martellidendron hornei, Pandanus sechellarum et Pandanus balfourii. Par ailleurs, l'espèce Pandanus utilis, originaire de Madagascar, y a été introduite et est désormais largement répandue.

## Statut de conservation
Pandanus multispicatus a été évalué en 2007 pour la Liste rouge des espèces menacées de l’UICN et est classé comme quasi menacé.

## Systématique
Le nom correct complet (avec auteur) de ce taxon est Pandanus multispicatus Balf.f..
Pandanus multispicatus a pour synonymes :
- Pandanus microstigma (Gaudich.) Balf.f.
- Pandanus microstigma Balf.f. ex Warb.
- Sussea microstigma Gaudich.